# Sviatlana Tsimashenka
Sviatlana Tsimashenka –en bielorruso, Святлана Цімашэнка– (2 de julio de 1984) es una deportista bielorrusa que compitió en judo. Ganó dos medallas de bronce en el Campeonato Europeo de Judo, en los años 2006 y 2009.

## Palmarés internacional
| Campeonato Europeo | Campeonato Europeo  | Campeonato Europeo | Campeonato Europeo |
| Año                | Lugar               | Medalla            | Categoría          |
| ------------------ | ------------------- | ------------------ | ------------------ |
| 2006               | Tampere (Finlandia) | Medalla de bronce  | –78 kg             |
| 2009               | Tiflis (Georgia)    | Medalla de bronce  | –78 kg             |